# Phoenixöarna

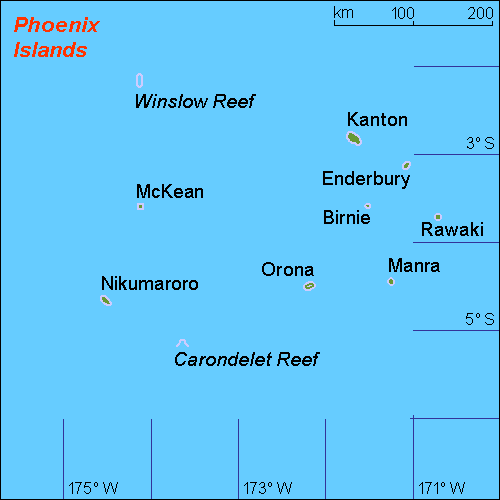
Phoenixöarna

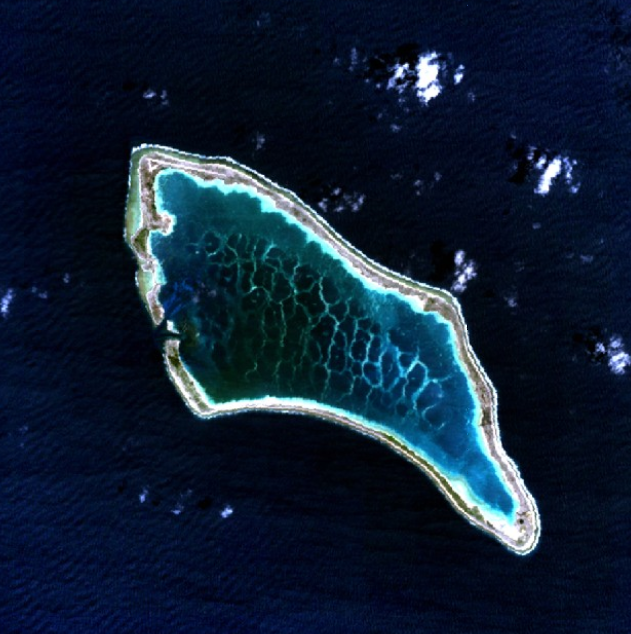
Kantonatollen.

Phoenixöarna (även Rawaki) är en ögrupp i Polynesien i västra Stilla havet som tillhör Kiribati.

## Geografi
Phoenixöarna består av 8 korallatoller och öar med en sammanlagd areal om cirka 28 km².
Ögruppen är en av tre öområden i Kiribati och ligger cirka 800 km sydost om Gilbertöarna och väster om Line Islands. Öarna är låga korallöar och atollerna är
- Birnieatollen, cirka 0,2 km²
- Enderburyatollen, cirka 5,1 km²
- Kantonatollen (även Abariringa), cirka 9,0 km², enda bebodda området
- Manraön (även Sydney Island), cirka 4,4 km²
- McKeanatollen, cirka 0,6 km²
- Nikumaroroön (även Gardener Island), cirka 4,1 km²
- Orona (även Hull), cirka 3,9 km²
- Phoenixön (även Rawaki Island), cirka 0,5 km²

samt
- Carondeletrevet sydost om Nikumaroroön
- Winslowrevet nordväst om McKeanatollen

Geografiskt kan även de amerikanska besittningarna Bakerön och Howlandön längst i norr räknas till Phoenixöarna.
På och runt öarna finns omkring 120 korallarter och mer än 500 fiskarter. Kiribati har uttryckt planer om att etablera en stor marinpark.

## Historia
Öarna upptäcktes av västerlänningar i början 1800-talet och hamnade under brittisk överhöghet 1889. 1937 införlivades öarna i den brittiska kolonin Gilbert och Elliceöarna, en del av det Brittiska Västra Stillahavsterritoriet. 1938 krävde USA förvaltningsrätten över Kantonatollen och Enderburyatollen och året efter kom USA överens med Storbritannien om att samförvalta öarna.
Under sent 1930-tal var de den sista plats som det Brittiska imperiet försökte att kolonisera med bosättningar på Orona, Manra, och Nikumaroro. Dessa försök upphörde dock fruktlösa 1963.
1979 införlivades öarna i den nya nationen Kiribati.